# Kevin Reynolds
Pour les articles homonymes, voir Kevin Reynolds (patinage artistique) et Reynolds.
Kevin Reynolds, né le 17 janvier 1952 à San Antonio, au Texas, aux (États-Unis), est un réalisateur et scénariste américain.

## Biographie
Kevin Hal Reynolds naît le 17 janvier 1952 à San Antonio au Texas, Kevin Reynolds est le fils de Herbert H. Reynolds (en), président de l'Université Baylor de 1981 à 1995. Il y a d'ailleurs été élève. Il en sort diplômé dans les années 1970 après des études de droit. Il a après cela une brève carrière de juriste, Kevin Reynolds rejoint l'université du Texas à Austin ainsi que l'université du Sud de la Californie pour suivre des cours de cinéma. Il écrit un scénario de thèse, Ten soldiers, qui deviendra L'Aube rouge, porté à l'écran en 1984 par John Milius. Kevin Reynolds reniera la vision du metteur en scène sur son script,.
Son court métrage Proof (1980), également réalisé pendant ses études, lui vaut d'être repéré par Steven Spielberg. Sa société Amblin Entertainment en produit une adaptation en long métrage, Une bringue d'enfer, sortie en 1985. Il y dirige dans ce premier long métrage Kevin Costner avec lequel il retravaillera quatre fois : Robin des Bois, prince des voleurs, Rapa Nui (1993 - uniquement comme producteur pour l'acteur), Waterworld (1995) et la série Hatfields and McCoys (2012). Les tensions sur le tournage de Waterworld mettront à mal l'amitié entre les deux hommes. Ils se retrouveront lors d'un commentaire audio pour DVD, où ils se sont montrés néanmoins très courtois l'un envers l'autre. Il faut ajouter que Kevin Reynolds avait en outre participé à la réalisation de Danse avec les loups.
En 1988 sort son deuxième long métrage, La Bête de guerre se focalise sur un char russe en 1981 pendant la guerre d'Afghanistan. Ce film montre son attrait, qu'il aura tout au long de sa filmographie, pour les grands espaces naturels, que ce soit des déserts, îles ou forêts auxquels se confrontent des hommes seuls ou des petites communautés.
Avec Robin des Bois, prince des voleurs, son troisième film sorti en 1991, son cinéma prendra pour certains[Qui ?] une tournure plus commerciale. Malgré des critiques plutôt mitigés, c'est un succès commercial avec 390 493 000 $ de recettes au box-office mondial, dont 165 493 000 $ en Amérique du Nord, pour un budget de 50 000 000 $. En France, il a attiré 4 938 602 entrées.
Fort du succès de Robin des Bois, prince des voleurs, il se lance dans un projet plus personnel, Rapa Nui, qui sort en 1994. L'intrigue se déroule au XVIIe siècle sur l'île de Pâques où deux castes s'affrontent : les « courtes oreilles » et les « longues oreilles ». Le film ne connait qu'une sortie limitée en salles. C'est donc un échec au box-office: avec un budget estimé à 20 millions de dollars, il ne récolte que 305,070 $ sur le sol américain.
La tourmente médiatique et personnelle de son film suivant, Waterworld (1995), ainsi que les résultats en demi-teinte du film vont rendre la suite de sa carrière plus erratique. Avec 187 code meurtre (1997) avec Samuel L. Jackson, il aborde le sous-genre alors en vogue du film d'enseignant en milieu difficile. Il retourne ensuite au film en costume qui a fait son succès avec son Robin des Bois. Si La Vengeance de Monte Cristo (2002) connait un résultat honorable au box-office américain, Tristan et Yseult (2006) met presque deux années à sortir pour connaître un échec en salle. Ce film fut l'occasion de reprendre un vieux projet que Ridley Scott devait réaliser après Les Duellistes, pour lequel Reynolds a beaucoup d'admiration. Il a d'ailleurs participé aux suppléments du DVD de ce film.
En 2012, il retrouve Kevin Costner pour la mini-série western Hatfields and McCoys. La série sera nommée 16 fois aux 64e cérémonie des Primetime Emmy Awards 2012, Kevin Reynolds est nommé dans la catégorie meilleure réalisation pour une mini-série ou un téléfilm.
Alors qu'il n'avait travaillé pour le cinéma depuis l'échec de Tristan et Yseult (2006), il écrit et met en scène La Résurrection du Christ, qui sort en 2015. Il reçoit des critiques plutôt négatives, mais rapporte plus de 46 millions de dollars dans le monde, pour un budget de 20 millions.

## Filmographie
Sauf indication contraire, les informations mentionnées dans cette section peuvent être confirmées par la base de données cinématographiques IMDb,  présente dans la section « Liens externes ».

### Réalisateur

#### Cinéma
- 1980 : Proof - court métrage
- 1985 : Une bringue d'enfer (Fandango)
- 1988 : La Bête de guerre (The Beast)
- 1991 : Robin des Bois, prince des voleurs (Robin Hood: Prince of Thieves)
- 1993 : Rapa Nui
- 1995 : Waterworld
- 1998 : 187 code meurtre (One Eight Seven)
- 2002 : La Vengeance de Monte Cristo (The Count of Monte Cristo)
- 2006 : Tristan et Yseult (Tristan and Isolde)
- 2015 : La Résurrection du Christ (Risen)

#### Télévision
- 1986 : Histoires fantastiques (Amazing stories) - saison 2, épisode 5 Vous avez intérêt à me croire
- 2012 : Hatfields and McCoys (Hatfields & McCoys) - mini-série de 3 épisodes

### Scénariste
- 1980 : Proof de lui-même
- 1984 : L'Aube rouge de John Milius
- 1985 : Une bringue d'enfer (Fandango) de lui-même
- 1993 : Rapa Nui de lui-même
- 2015 : La Résurrection du Christ (Risen) de lui-même

### Autres
- 1987 : White Water Summer de Jeff Bleckner (en tant que réalisateur de la seconde équipe)
- 1991 : Danse avec les loups (Dances with Wolves) de Kevin Costner (réalisateur de quelques séquences)

## Distinctions principales
Source et distinctions complètes : Internet Movie Database

### Récompense
- Festival international du film de Cleveland 1989 : meilleur film pour La Bête de guerre

### Nominations
- Primetime Emmy Awards 2012 : meilleure réalisation pour une mini-série ou un téléfilm pour Hatfields and McCoys
- Directors Guild of America Awards 2013 : meilleure réalisation pour une mini-série ou un téléfilm pour Hatfields and McCoys

## Acteurs récurrents
Kevin Reynolds choisit souvent des acteurs récurrents, comme Kevin Costner, un de ses acteurs fétiches, avec qui il a collaboré trois fois.
| Interprètes   | Année | Film                               | Rôle                         |
| ------------- | ----- | ---------------------------------- | ---------------------------- |
| Kevin Costner | 1985  | Une bringue d'enfer                | Gardner Barnes               |
| Kevin Costner | 1991  | Robin des Bois, prince des voleurs | Robin de Locksley            |
| Kevin Costner | 1995  | Waterworld                         | le marin (the Mariner en VO) |